# NAKED (華原朋美のアルバム)
『NAKED』（ネイキッド）は、日本の女性歌手、華原朋美の6枚目のオリジナルアルバム（10周年記念アルバム）である。

## 解説
- 前作『Love Again』から約3年半ぶりのリリースとなった。ユニバーサルシグマ移籍後、初のアルバム作品。デビュー10周年を記念したアルバム。
- 初回限定盤はDVD付き。"10th Anniversary DVD" と題し、PV・メイキング、『僕らの音楽 -OUR MUSIC-』に自身が出演した際の「I'm proud」のパフォーマンス映像、スペシャルインタビューなどを収録。
- シングル曲からは、第46回日本レコード大賞の金賞を受賞しロングチャートインを記録した「あなたがいれば」と、先行シングル「涙の続き」からタイトル曲とマイケル・ジャクソンの曲の日本語カバー「ベン」を収録（当初は「I'm proud 2005」を収録予定だったが、「ベン」が好評だったため「ベン」に急遽変更）。他にも、ダイアナ・ロスのバラード「If we hold on together」の日本語カバー「哀しみの向こう」などを収録。
- アルバムのラストを飾る曲として「華」を収録予定だったが、本人の希望でシングル化された（「華 / Keep On Running」）。
- タイトル通り、ジャケットで背中を大胆に見せたセミヌードを披露。過去の失恋を歌った「涙の続き」をきっかけに、失恋経験者に向けて「こんなに元気になった私を見て元気になってほしい」という意味合いから披露。
- アルバムを引っ提げて、10周年記念ツアー“10th Anniversary Celebration 華原朋美 Concert 2005”を開催（全15公演）。

## 収録曲
CD
| 全編曲: Pd: 羽毛田丈史（特記以外）。 |                                                                                              |                                                   |                              |              |       |
| #                                    | タイトル                                                                                     | 作詞                                              | 作曲                         | 編曲         | 時間  |
| 1.                                   | 「好きは世界一長い言葉」                                                                     | 渡辺なつみ                                        | Solaya                       |              | 4:44  |
| 2.                                   | 「涙の続き」                                                                                 | 秋元康                                            | Kang Hyun Min                | Pd: 与田春生 | 4:21  |
| 3.                                   | 「あなたがいれば」(原タイトル「Geu Dae Man It Da Myeon」（EMI MUSIC PUBLISHING KOREA LTD.）) | Kang Hyun Min / 日本語詞: 並河祥太                | Kang Hyun Min                | Pd: 与田春生 | 4:10  |
| 4.                                   | 「悲しみの向こう側」                                                                         | James Horner / Will Jennings / 日本語詞: 御徒町凧 | James Horner / Will Jennings |              | 4:18  |
| 5.                                   | 「Summer Vacation」                                                                          | 吉川奏                                            | Pd: 島野聡                   | Pd: 島野聡   | 4:35  |
| 6.                                   | 「愛のうた」                                                                                 | 吉川奏                                            | Solaya                       |              | 4:48  |
| 7.                                   | 「たったひとつの約束」                                                                       | ハマモトヒロユキ                                  | ハマモトヒロユキ             |              | 4:24  |
| 8.                                   | 「ほうき星」                                                                                 | 御徒町凧                                          | Kang Hyun Min                |              | 4:06  |
| 9.                                   | 「しあわせの道」                                                                             | 秋元康                                            | 林浩司                       |              | 4:14  |
| 10.                                  | 「ベン」                                                                                     | Walter Scharf / Don Black / 日本語詞: 吉川奏      | Walter Scharf / Don Black    | 坂本昌之     | 3:47  |
| 合計時間:                            | 合計時間:                                                                                    | 合計時間:                                         | 合計時間:                    | 合計時間:    | 43:27 |

DVD
| #  | タイトル                                        | 作詞 | 作曲・編曲 |
| -- | ----------------------------------------------- | ---- | ---------- |
| 1. | 「あなたがいれば」(promotion clip)              |      |            |
| 2. | 「涙の続き」(promotion clip)                    |      |            |
| 3. | 「I'm proud」(special version from 僕らの音楽2) |      |            |
| 4. | 「あなたがいれば」(tv spot)                     |      |            |
| 5. | 「涙の続き」(tv spot)                           |      |            |
| 6. | 「涙の続き」(promotion clip making)             |      |            |
| 7. | 「華原朋美」(special interview)                 |      |            |

### 楽曲解説
1. 好きは世界一長い言葉
2. 涙の続き
テレビ東京系「水曜ミステリー9」エンディングテーマ曲
3. あなたがいれば 原タイトル「Geu Dae Man It Da Myeon」（EMI MUSIC PUBLISHING KOREA LTD.)
「第46回日本レコード大賞」金賞受賞曲
4. 哀しみの向こう
ダイアナ・ロス「If we hold on together」日本語カバー曲
5. Summer Vacation
6. 愛のうた
7. たったひとつの約束
8. ほうき星
9. しあわせの道
10. ベン
マイケル・ジャクソン「Ben」日本語カバー曲

## 関連DVD
- 10th Anniversary Celebration 華原朋美 Concert 2005（2005年12月7日）